# Sam Cronin
Sam Cronin (Atlanta, 12 dicembre 1986) è un ex calciatore statunitense, di ruolo centrocampista.

## Palmarès

### Club

#### Competizioni nazionali
- Canadian Championship: 2

Toronto: 2009, 2010
- MLS Supporters' Shield: 1

S.J. Earthquakes: 2012